# 光岡站
光岡站（日语：／ Teruoka eki */?）是位於大分縣日田市，九州旅客鐵道（JR九州）的久大本線鐵路車站和日田彥山線BRT的停車站。

## 車站構造

### 站房
現時使用中的為第二代站房，是一座以木搭成、配以瓦片作屋頂的單層建築物，取名為「健康光岡」（すこやか），採用簡易站房的模式設計。當初，JR九州沒有建設新車站大樓的計劃，但是在當地居民的請求下，日田市和JR九州共同負擔工程費用1450萬日圓以建設新站房。車站入口設站房右側，進站後即為長方形的候車室，左右兩側均設有候車木長櫈，並直接通往開放式驗票口。現時並未設有售票機。至於左側則設有為男、女及傷殘人士的獨立式洗手間。站房右側設有一座投幣式電話亭及單車停泊處。
因應日田彥山線BRT化，在站房右側的屋簷下加設了BRT車站牌。該處在2017年因應開辦鐵道代替路線而劃出巴士停泊位，久大本線鐵路復駛後，除了日田彥山線的替代巴士外，日田市內循環巴士C號亦途經，但只有一日5往復。BRT開通後，車站終於被正式化。

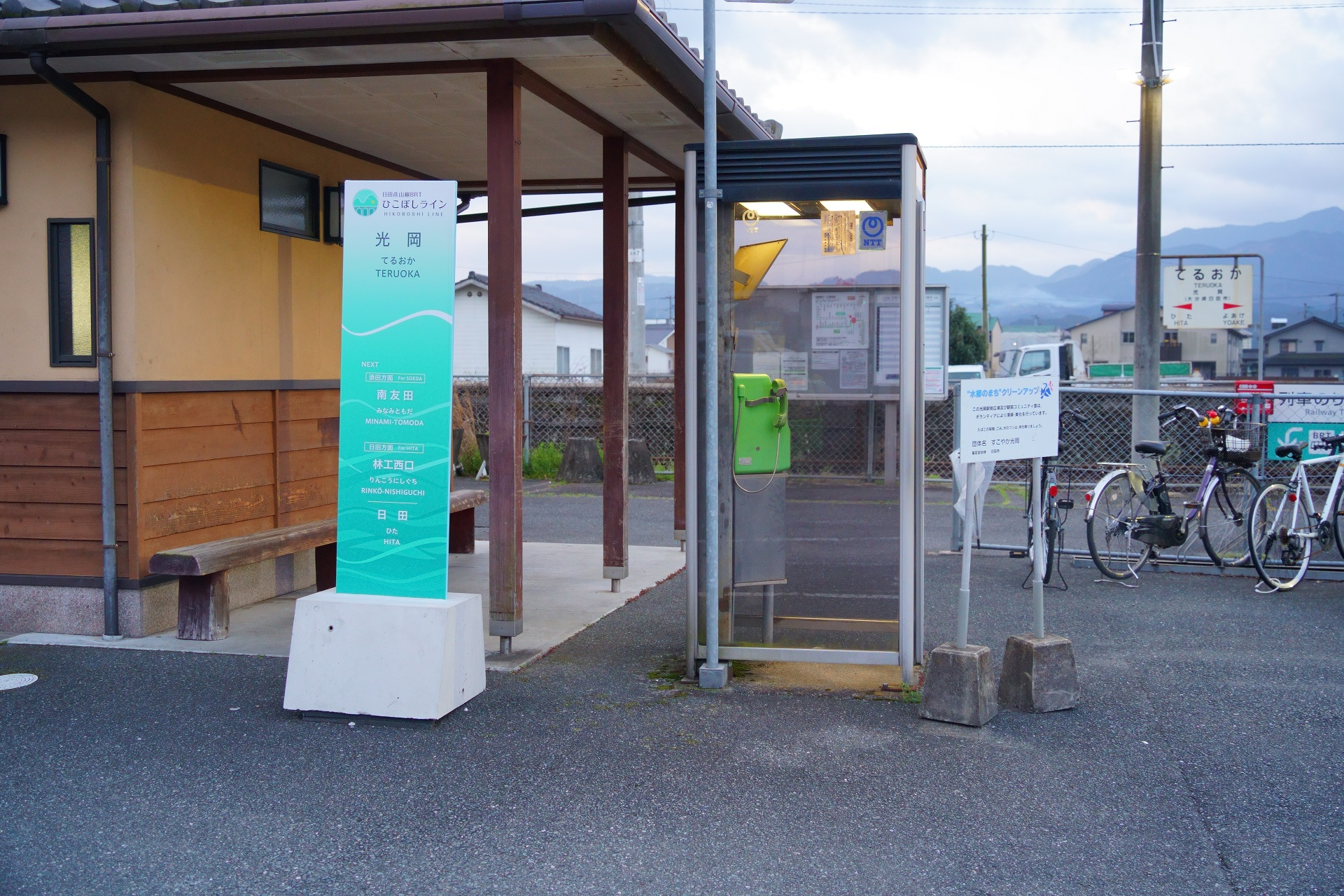
因應日田彥山線BRT化而設置的BRT車站牌（2024年3月）

### 舊站房

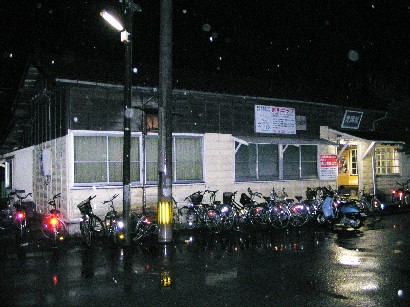
舊站房（2005年3月27日）

同樣為以木搭成的單層式站房，面積較現站房為大。車站入口亦是位於站房的右方，進站後即為售票及候車大堂，左側為原站務室及留宿處。無人化時變為一般的儲物用途。

### 月台
設有1面2線的島式月台，長度約為120米，有效長度為6輛。出入口設於往夜明方向的盡頭，同時設有無障礙斜道及梯級。從驗票口走出來後，會右轉行經一小段行人道，再沿橫過側線路軌的平交道後便可到達。列車靠站時，均會停靠近出入口的一方。月台上只有在中央位置設有一座細小的有蓋候車亭，並設置一張塑膠長櫈，除此及月台站牌外，再沒有其他的設施。
在車站的發車時間表上，是有標示月台編號，但實際在月台上卻沒有標示。靠近站房的線路為1號月台，屬於側線，只有在列車交會或避車時才會駛入，而遠離站房的一側為2號月台，屬主線道，一般情況下或者是特急列車通過時皆會使用。
| 月台 | 路線                        | 上下行 | 方向                   | 備註                                                 |
| ---- | --------------------------- | ------ | ---------------------- | ---------------------------------------------------- |
| 1    | ■久大本線                   | 上行   | 久留米、鳥栖、博多方向 |                                                      |
| 2    | ■久大本線                   | 上行   | 久留米、鳥栖、博多方向 | 大半上行列車使用本月台                               |
| 2    | ■久大本線                   | 下行   | 日田、大分方向         | 全數下行列車使用本月台                               |
| 站外 | ■日田彥山線BRT（BRT彥星線） | 上行   | 筑前岩屋、添田方向     |                                                      |
| 站外 | ■日田彥山線BRT（BRT彥星線） | 下行   | 日田方向               | 上午7時帶2班繞經林工西口、昭和學院前及日田市役所前站 |

## 歷史
- 1934年6月25日：鐵道省久大線車站啟用[5][6]。
- 1971年2月10日：降為無人車站[2]。
- 1987年4月1日：隨國鐵分割民營化，車站由九州旅客鐵道（JR九州）營運[7][8][9]。
- 2007年3月：站房替代設施「健康光岡」（木造建築物，約45平方米）落成[3]。
- 2012年：

- 7月14日：受到2012年7月九州北部暴雨影響使車站暫停營業。
- 7月16日：筑後吉井站至日田站之間開設代行巴士。
- 7月27日：日田彥山線重開。此站只有日田彥山線直通列車停站。而久大本線筑後吉井站至日田站之間繼續採用代行巴士。
- 8月25日：久大本線全線列車重開。

- 2017年：

- 7月5日：受2017年7月九州北部暴雨影響，本站暫停營業。
- 7月18日：久大本線浮羽至本站之間重開。而此站至日田站之間因位於國道212號下的跨河鐵橋被沖毀，仍然不能通行，因此繼讀設有代行巴士運行。

- 2018年7月14日：隨被沖毀的跨河鐵橋修復，此站至日田站之間重開[14]。久大線代行巴士於前日終束。取自代之是日田彥山線代行巴士停靠該處。
- 2023年8月28日：日田彥山線添田～日田站間改以BRT形式運行，乘車地點改於站前廣場的巴士站。

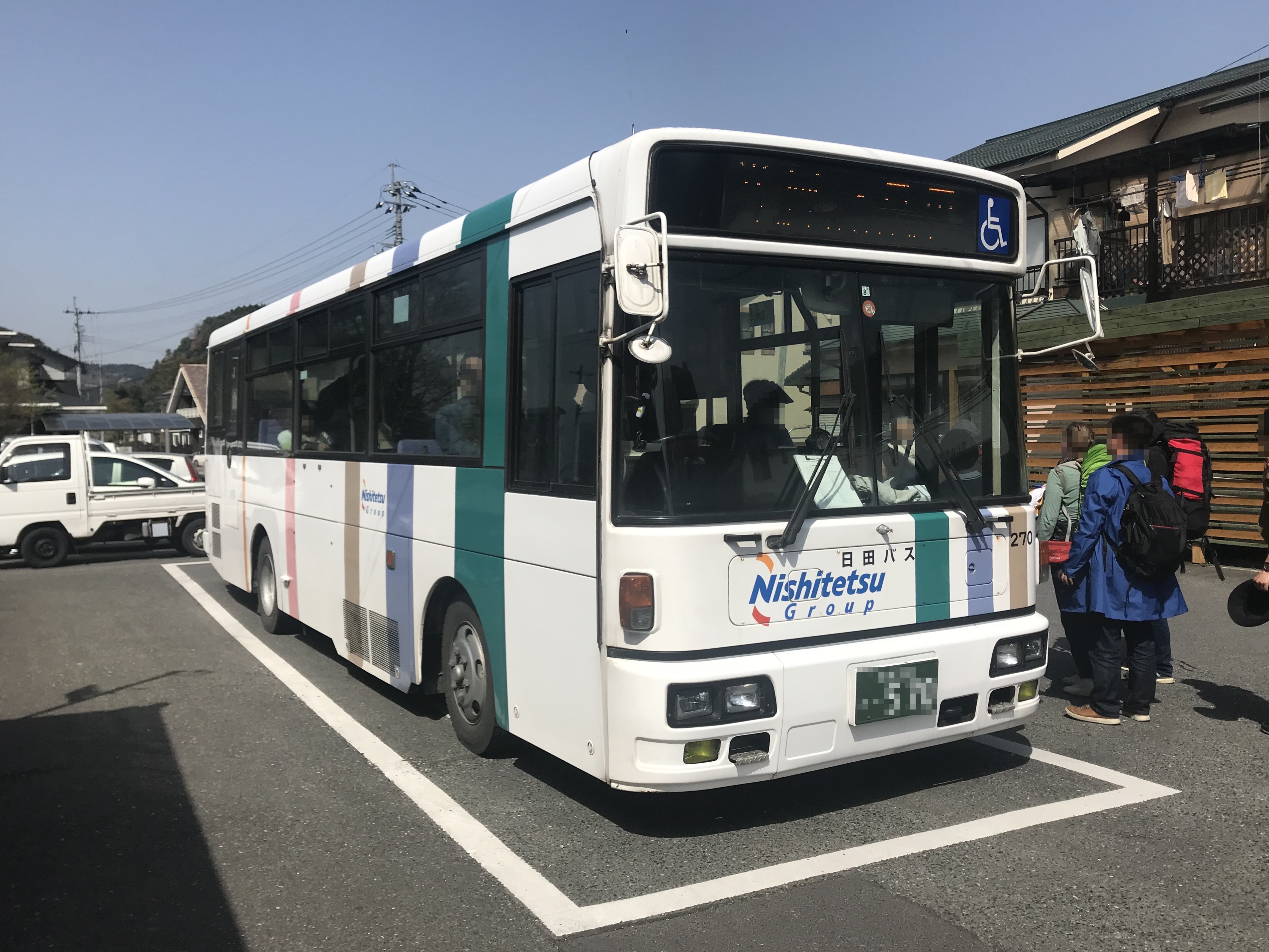
此站至日田站之間的代行巴士（2018年3月31日）

## 使用狀況
本站的使用量一直都是介於每天平均100人左右。JR九州自2016年度起只公佈最多使用量的首300個車站後，本站於2016-19年度起因每天平均使用人數超過100人，雖然未有顯示實質人數，但會在排行榜後以「超過100人」的附錄形式收錄，惟自2020年度起，因使用量少於100人，因此連「以附錄形式收錄」的情況也沒有。不過，2023年度JR九州公佈了BRT彥星線的各車站使用量，因此仍有部份數據。
| 年度 | 一年總 乘車人次 | 非定期票 乘車人次 | 定期 乘車人次 | 一日平均 乘車人次 | 一年總 下車人次 | 參考資料               |
| ---- | --------------- | ----------------- | ------------- | ----------------- | --------------- | ---------------------- |
| 1965 | 202,065         | 56,905            | 145,160       | 554               | 194,502         | [ 統計 1 ]             |
| -    |                 |                   |               |                   |                 |                        |
| 1990 | 74,462          | 12,776            | 61,686        | -                 | 84,214          | [ 統計 2 ]             |
| 1991 | 74,494          | 17,654            | 56,840        | -                 | 76,710          | [ 統計 3 ]             |
| 1992 | 63,632          | 11,369            | 52,263        | -                 | 70,752          | [ 統計 4 ]             |
| 1993 | 62,758          | 11,760            | 50,998        | -                 | 70,752          | [ 統計 5 ]             |
| 1994 | 60,065          | 12,545            | 47,520        | -                 | 60,493          | [ 統計 6 ]             |
| 1995 | 59,185          | 13,081            | 46,104        | -                 | 59,720          | [ 統計 7 ]             |
| 1996 | 62,137          | 18,371            | 43,766        | -                 | 60,314          | [ 統計 8 ]             |
| 1997 | 57,591          | 18,116            | 39,475        | -                 | 55,646          | [ 統計 9 ]             |
| 1998 | 53,336          | 16,979            | 36,357        | -                 | 52,273          | [ 統計 10 ]            |
| 1999 | 57,250          | 20,700            | 36,550        | -                 | 54,973          | [ 統計 11 ]            |
| 2000 | 55,424          | 18,650            | 36,774        | 152               | 56,523          | [ 統計 12 ]            |
| 2001 | 57,916          | 14,582            | 43,334        | 159               | 59,026          | [ 統計 13 ]            |
| 2002 | 50,845          | 13,377            | 37,468        | 139               | 51,423          | [ 統計 14 ]            |
| 2003 | 44,928          | 12,885            | 32,043        | 123               | 46,716          | [ 統計 15 ]            |
| 2004 | 37,639          | 6,784             | 30,855        | 103               | 39,643          | [ 統計 16 ]            |
| 2005 | 53,523          | 9,982             | 43,541        | 147               | 56,978          | [ 統計 17 ]            |
| 2006 | 58,613          | 7,865             | 50,748        | 161               | 62,695          | [ 統計 18 ]            |
| 2007 | 54,604          | 6,320             | 48,284        | 149               | 59,073          | [ 統計 19 ]            |
| 2008 | 52,078          | 5,801             | 46,277        | 143               | 55,893          | [ 統計 20 ]            |
| 2009 | 54,294          | 6,435             | 47,859        | 149               | 57,837          | [ 統計 21 ] [ 注釋 1 ] |
| 2010 | 52,905          | 6,529             | 46,376        | 145               | 55,818          | [ 統計 22 ] [ 注釋 1 ] |
| 2011 | 50,228          | 6,683             | 43,545        | 137               | 52,704          | [ 統計 23 ] [ 注釋 1 ] |
| 2012 | 46,758          | 6,307             | 40,451        | 128               | 49,343          | [ 統計 24 ] [ 注釋 1 ] |
| 2013 | 45,627          | 6,678             | 38,949        | 125               | 48,281          | [ 統計 25 ] [ 注釋 1 ] |
| 2014 | 42,814          | 7,084             | 35,730        | 117               | 44,686          | [ 統計 26 ] [ 注釋 1 ] |
| 2015 | 41,755          | 8,115             | 33,640        | 114               | 44,103          | [ 統計 27 ] [ 注釋 1 ] |
| 2016 | 40,300          | 7,684             | 32,616        | 110               | 42,749          | [ 統計 28 ]            |

| 年度 | 一日平均乘車人次 | 一日平均乘車人次 | 參考資料    |
| 年度 | 鐵道             | BRT              | 參考資料    |
| ---- | ---------------- | ---------------- | ----------- |
| 2017 | >100             | 未開業           | [ 統計 29 ] |
| 2018 | >100             | 未開業           | [ 統計 30 ] |
| 2019 | >100             | 未開業           | [ 統計 31 ] |
| 2020 | <100             | 未開業           | [ 統計 32 ] |
| 2021 | <100             | 未開業           | [ 統計 33 ] |
| 2022 | <100             | 未開業           | [ 統計 34 ] |
| 2023 | <100             | 11               | [ 統計 35 ] |

## 相鄰車站
九州旅客鐵道（JR九州）
■久大本線
■觀光特急「金八·一六」、特急「由布」、「由布院之森」
通過
■普通
夜明 — 光岡 — 日田
■日田彥山線BRT（BRT彥星線）
南友田 — 光岡 — 日田（正常班次）
南友田 — 光岡 — 林工西口（繞路班次）

### 附註
1. 1 2 3 4 5 6 7  在大分縣統計協會解散後，於網上公開資料[15]。

### 統計
1. ↑  大分県総務部統計課 『昭和41年版 大分県統計年鑑』 大分県統計協会、1966年3月。
2. ↑  大分縣總務部統計課 《平成3年版 大分縣統計年鑑》 大分縣統計協會，1991年12月31日。
3. ↑  大分縣總務部統計課 《平成4年版 大分縣統計年鑑》 大分縣統計協會，1992年12月31日。
4. ↑  大分縣總務部統計課 《平成5年版 大分縣統計年鑑》 大分縣統計協會，1994年3月31日。
5. ↑  大分縣總務部統計課 《平成6年版 大分縣統計年鑑》 大分縣統計協會，1995年3月31日。
6. ↑  大分縣總務部統計課 《平成7年版 大分縣統計年鑑》 大分縣統計協會，1996年3月31日。
7. ↑  大分縣總務部統計課 《平成8年版 大分縣統計年鑑》 大分縣統計協會，1997年3月31日。
8. ↑  大分縣總務部統計課 《平成9年版 大分縣統計年鑑》 大分縣統計協會，1998年3月31日。
9. ↑  大分縣總務部統計課 《平成10年版 大分縣統計年鑑》 大分縣統計協會，1999年3月31日。
10. ↑  大分縣總務部統計課 《平成11年版 大分縣統計年鑑》 大分縣統計協會，2000年3月31日。
11. ↑  大分縣總務部統計課 《平成12年版 大分縣統計年鑑》 大分縣統計協會，2001年3月31日。
12. ↑  大分縣總務部統計課 《平成13年版 大分縣統計年鑑》 大分縣統計協會，2002年3月31日。 - 11運輸および通信 - 132 鉄道各駅別運輸状況（JR九州・JR貨物） (Web版XLS （页面存档备份，存于）)
13. ↑  大分縣總務部統計課 《平成14年版 大分縣統計年鑑》 大分縣統計協會，2003年3月31日。 - 11運輸および通信 - 132 鉄道各駅別運輸状況（JR九州・JR貨物） (Web版XLS （页面存档备份，存于）)
14. ↑  大分縣總務部統計課 《平成15年版 大分縣統計年鑑》 大分縣統計協會，2004年3月31日。 - 11運輸および通信 - 132 鉄道各駅別運輸状況（JR九州・JR貨物） (Web版XLS （页面存档备份，存于）)
15. ↑  大分縣總務部統計課 《平成16年版 大分縣統計年鑑》 大分縣統計協會，2005年3月31日。 - 11運輸および通信 - 132 鉄道各駅別運輸状況（JR九州・JR貨物） (Web版XLS （页面存档备份，存于）)
16. ↑  大分縣總務部統計課 《平成17年版 大分縣統計年鑑》 大分縣統計協會，2006年3月31日。 - 11運輸および通信 - 132 鉄道各駅別運輸状況（JR九州・JR貨物） (Web版XLS （页面存档备份，存于）)
17. ↑  大分縣總務部統計課 《平成18年版 大分縣統計年鑑》 大分縣統計協會，2007年3月31日。 - 11運輸および通信 - 132 鉄道各駅別運輸状況（JR九州・JR貨物） (Web版XLS （页面存档备份，存于）)
18. ↑  大分縣總務部統計課 《平成19年版 大分縣統計年鑑》 大分縣統計協會，2007年3月31日。 - 11運輸および通信 - 130 鉄道各駅別運輸状況（JR九州・JR貨物） (Web版XLS （页面存档备份，存于）)
19. ↑  大分縣總務部統計課 《平成20年版 大分縣統計年鑑》 大分縣統計協會，2009年3月31日。 - 11運輸および通信 - 129 鉄道各駅別運輸状況（JR九州・JR貨物） (Web版XLS （页面存档备份，存于）)
20. ↑  大分縣總務部統計課 《平成21年版 大分縣統計年鑑》 大分縣統計協會，2010年3月31日。 - 11運輸および通信 - 129 鉄道各駅別運輸状況（JR九州・JR貨物） (Web版XLS （页面存档备份，存于）)
21. ↑  . 大分縣總務部統計課.   [2015-06-26]. （原始内容存档于2015-06-26）.
22. ↑  . 大分縣總務部統計課.   [2015-06-26]. （原始内容存档于2015-06-26）.
23. ↑  . 大分縣總務部統計課.   [2015-06-26]. （原始内容存档于2015-06-26）.
24. ↑  . 大分縣總務部統計課.   [2015-06-26]. （原始内容存档于2015-06-26）.
25. ↑  . 大分縣總務部統計課.   [2015-06-26]. （原始内容存档于2015年6月27日）.
26. ↑  . 大分縣總務部統計課.   [2019-05-20]. （原始内容存档于2016-09-27）.
27. ↑  . 大分縣總務部統計課.   [2019-05-20]. （原始内容存档于2017-08-03）.
28. ↑   (PDF). 日田市.   [2019-05-20]. （原始内容存档 (PDF)于2018-05-17）.
29. ↑   (PDF). 九州旅客鉄道.   [2019-05-20]. （原始内容 (PDF)存档于2018-07-17）.
30. ↑   (PDF). 九州旅客鉄道.   [2019-07-27]. （原始内容存档 (PDF)于2019-07-12）.
31. ↑   (PDF). 九州旅客鉄道.   [2020-12-26]. （原始内容存档 (PDF)于2020-11-24）.
32. ↑   (PDF). 九州旅客鉄道.   [2021-09-15]. （原始内容存档 (PDF)于2022-02-27）.
33. ↑   (PDF). 九州旅客鉄道.   [2022-08-26]. （原始内容 (PDF)存档于2022-08-26） （日语）.
34. ↑   (PDF).   [2024-12-30]. （原始内容存档 (PDF)于2023-09-06）.
35. ↑  駅別乗車人員上位300駅（2023年度） （页面存档备份，存于），JR九州。

## 外部連結
- JR九州光岡站 （页面存档备份，存于）（日語）